# 小行星91214
小行星91214（91214 Diclemente）是一颗绕太阳运转的小行星，为主小行星带小行星。该小行星于1998年12月23日发现。
該小行星以義大利業餘天文學家阿爾多·迪·克萊門特命名。

## 轨道参数
小行星91214的轨道半长轴为2.1809313 UA，离心率为0.070。